# Europaspiele 2023/Synchronschwimmen
Bei den Europaspielen 2023 wurden acht Wettbewerbe im Synchronschwimmen ausgetragen.
Das Duett diente zugleich als Qualifikation für die Olympischen Sommerspiele 2024. Die Nation des Siegers erhielt einen Quotenplatz für die Olympischen Sommerspiele 2024.

## Bilanz

### Medaillenspiegel
| Platz  | Land           | Gold | Silber | Bronze | Gesamt |
| ------ | -------------- | ---- | ------ | ------ | ------ |
| 1      | Spanien        | 3    | 1      | —      | 4      |
| 2      | Österreich     | 2    | —      | —      | 2      |
| 3      | Italien        | 1    | 3      | 1      | 5      |
| 4      | Frankreich     | 1    | —      | 1      | 2      |
| 4      | Israel         | 1    | —      | 1      | 2      |
| 6      | Ukraine        | —    | 2      | —      | 2      |
| 7      | Deutschland    | —    | 1      | —      | 1      |
| 7      | Niederlande    | —    | 1      | —      | 1      |
| 9      | Großbritannien | —    | —      | 3      | 3      |
| 10     | Griechenland   | —    | —      | 1      | 1      |
| 10     | Türkei         | —    | —      | 1      | 1      |
| Gesamt | Gesamt         | 8    | 8      | 8      | 24     |

### Medaillengewinner
| Disziplin                   | Gold | Silber | Bronze |
| --------------------------- | --- | --- | --- |
| Duett techn. Programm       | Anna-Maria Alexandri / Eirini-Marina Alexandri (AUT) | Bregje de Brouwer / Marloes Steenbeek (NED) | Sofia Malkogeorgou / Evangelia Platanioti (GRE) |
| Duett freies Programm       | Anna-Maria Alexandri / Eirini-Marina Alexandri (AUT) | Maryna Aleksijiwa / Wladyslawa Aleksijiwa (UKR) | Kate Shortman / Isabelle Thorpe (GBR) |
| Mixed Duett techn. Programm | Giorgio Minisini / Lucrezia Ruggiero (ITA) | Emma García / Dennis González (ESP) | Beatrice Crass / Ranjuo Gonzalez (GBR) |
| Mixed Duett freies Programm | Emma García / Dennis González (ESP) | Giorgio Minisini / Lucrezia Ruggiero (ITA) | Beatrice Crass / Ranjuo Gonzalez (GBR) |
| Mannschaft techn. Programm  | SpanienCristin Arambula Berta Ferreras Marina García Polo Meritxell Mas Alisa Ozhogina Paula Ramírez Sara Saldaña Iris Tió Blanca Toledano                             | ItalienLinda Cerruti Marta Iacoacci Sofia Mastroianni Giorgio Minisini Enrica Piccoli Carmen Rocchino Isotta Sportelli Francesca Zunino Lucrezia Ruggiero Giulia Vernice                                        | FrankreichLaelys Alavez Anastasia Bayandina Amre Esnault Mayssa Guermoud Romane Lunel Eve Planeix Charlotte Tremble Laura Tremble Oriane Jaillardon Claudia Janvier      |
| Mannschaft freies Programm  | SpanienCristin Arambula Berta Ferreras Marina García Polo Meritxell Mas Alisa Ozhogina Paula Ramírez Sara Saldaña Iris Tió Blanca Toledano                             | ItalienLinda Cerruti Marta Iacoacci Sofia Mastroianni Giorgio Minisini Enrica Piccoli Carmen Rocchino Isotta Sportelli Francesca Zunino Lucrezia Ruggiero Giulia Vernice                                        | IsraelEden Blecher Shelly Bobritsky Maya Dorf Noy Gazala Catherine Kunin Aya Mazor Nikol Nahshonov Ariel Nassee Neta Rubichek Shani Sharaizin                            |
| Mannschaft Highlight        | FrankreichAnastasia Bayandina Ambre Esnault Mayssa Guermoud Claudia Janvier Romane Lunel Eve Planeix Charlotte Tremble Laura Tremble Manon Disbeaux Laura Gonzalez     | UkraineMaryna Aleksijiwa Wladyslawa Aleksijiwa Marta Fjedina Weronika Hryschko Darja Moschynska Anhelina Owtschynnikowa Anastassija Schmonina Walerija Tyschtschenko Olessja Derewjantschenko Sofija Mazijewska | ItalienLinda Cerruti Marta Iacoacci Sofia Mastroianni Giorgio Minisini Enrica Piccoli Carmen Rocchino Isotta Sportelli Francesca Zunino Lucrezia Ruggiero Giulia Vernice |
| Mannschaft Kombination      | IsraelEden Blecher Shelly Bobritsky Maya Dorf Noy Gazala Catherine Kunin Aya Mazor Nikol Nahshonov Ariel Nassee Neta Rubichek Shani Sharaizin Shaya Sar Shalom Nechmad | DeutschlandKlara Bleyer Amélie Blumenthal Haz Marlene Bojer Maria Denisov Solène Guisard Daria Martens Susana Rovner Frithjof Seidel Daria Tonn Michelle Zimmer                                                 | TürkeiDerin Aralp Duru Kanberoğlu Ayda Salepçioğlu Ece Sokullu Nil Talu Selin Telci Ece Üngör Dila Yıldız Esranur Yirmibeş İsra Yüksel Melek Akay Cansın Kütükçüoğlu     |